# Актива и пасива
Актива и пасива су рачуноводствени појмови. Актива представља конкретне облике средстава са којима располаже предузеће, док пасива представља изворе, односно припадност средстава предузећа. Актива и пасива су приказани у Билансу стања предузећа и увијек морају бити у равнотежи, тј. вриједност активе мора бити једнака вриједности пасиве и обрнуто.

## Категорије активе
Главне категорије средстава које се сврставају у активу су:
- основна средства,
- обртна средства,
- губитак изнад висине капитала и
- ванбилансна актива.

Основна средства, називају се још и стална средства или стална имовина, обухватају:
1. неуплаћени уписани капитал - капитал који је уписан у привредном субјекту али у датом моменту није плаћен у новцу или роби,
2. нематеријалну имовину - улагања у развој, концесије, патенти, лиценце и остала нематеријална права као и аванси дати за нематеријална улагања,
3. некретнине, постројења, опрема и инвестиционе некретнине - земљиште, грађевински објекти, постројења и опрема, инвестиционе некретнине и аванси дати за некретнине, постројења и опрему,
4. биолошка средства и средства културе - шуме, вишегодишњи засади, основно стадо, средства културе и аванси дати за биолошка средства,
5. дугорочни финансијски пласмани - учешће у капиталу зависних и других правних лица, дати дугорочни кредити у земљи и иностранству, финансијска средства расположива за продају и остали дугорочни финансијски пласмани, и
6. одложена пореска средства.

Обртна средства чине:
1. залихе - материјала, недовршене производње, полупроизвода и недовршених услуга, готових производа и робе, стална средства намењена продаји, као и авансе дате за залихе,
2. краткорочна потраживања - потраживања од купаца у земљи и иностранству, дати краткорочни кредити у земљи и иностранству и остала краткорочна потраживања и
3. краткорочни финансијски пласмани -исказују се кредити и зајмови, хартије од вредности и остали краткорочни пласмани са роком доспећа, односно продаје до годину дана од дана чинидбе, односно од дана биланса,
4. готовина и готовински еквиваленти, порез на додатну вредност и активна временска разграничења (АВР).

## Категорије пасиве
Пасиву чине:
- капитал и
- обавезе.

Капитал се састоји од:
1. основног капитала - акцијски капитал, удели друштва са ограниченом одговорношћу, улози чланова ортачког и командитног друштва, државни капитал и остали основни капитал,
2. резерве - емисиона премија, законске, статутарне и друге резерве,
3. ревалоризационе резерве,
4. нераспоређени добитак до висине капитала - нераспоређени добитак ранијих година и текуће године, и обавезе на порез из резултата и
5. губитак до висине капитала - губитак ранијих година и текуће године.

Обавезе се састоје од:
1. дугорочних резервисања - за трошкове и ризике,
2. дугорочних обавеза - исказују се дугорочне обавезе према матичним, зависним и повезаним правним лицима, дугорочни кредити и зајмови, обавезе по хартијама од вредности и остале дугорочне обавезе,
3. краткорочних финансијских обавеза, исказују се обавезе по кредитима и зајмовима, хартијама од вредности и остале краткорочне обавезе,
4. обавезе из пословања - исказују се обавезе за примљене авансе, депозите и кауције, обавезе према добављачима, обавезе по издатим чековима, обавезе по меницама и остале обавезе из пословања,
5. обавезе из специфичних послова - исказују се обавезе према увознику, по основу извоза за туђ рачун, обавезе по основу комисионе и консигнационе продаје и остале обавезе из специфичних послова,
6. обавезе по основу зарада и накнада зарада - исказују се обавезе за нето зараде и нето накнаде зараде, као и нето накнаде зараде која се рефундира и порези и доприноси по наведеним основама на терет запосленог и на терет послодавца,
7. друге обавезе - исказују се обавезе за камате, трошкове финансирања, дивиденде, за учешће у добитку, обавезе према запосленима, члановима управног и надзорног одбора, обавезе према физичким лицима за накнаде према уговорима, обавезе за нето приход предузетника који аконтацију подиже у току године и остале обавезе,
8. обавезе за порез на додату вредност - исказују се обавезе настале по основу обрачунатог пореза на додату вредност  и
9. обавезе за остале порезе - доприносе и друге дажбине, исказују се обавезе за акцизе, обавезе за порезе и доприносе који терете трошкове, обавезе за порез из резултата и остале обавезе за порезе и доприносе.